# McCreary (municipalité rurale)
Pour les articles homonymes, voir McCreary.
McCeary est une municipalité rurale du Manitoba située au sud-ouest de la province. Le village séparé de McCreary se trouve au nord-ouest de son centre.

## Territoire
La communauté suivante est comprise sur le territoire de la municipalité rurale:
- Norgate

## Démographie
| 2001 | 2006 | 2011 | 2016 |
| ---- | ---- | ---- | ---- |
| 525  | 476  | 948  | 892  |

## Référence
- (en) Cet article est partiellement ou en totalité issu de l’article de Wikipédia en anglais intitulé « Rural Municipality of McCreary » (voir la liste des auteurs).

1. ↑  « Statistique Canada - Profils des communautés de 2006 -    McCreary  RM » (consulté le 6 juin 2020)
2. ↑  « Statistique Canada - Profils des communautés de 2016 -   McCreary  RM » (consulté le 3 juin 2020)